# Aeroportul Hagfors
Aeroportul Hagfors (IATA: HFS, ICAO: ESOH) este un aeroport din Comuna Hagfors, Värmlands län, Suedia ce deservește zona Comuna Hagfors. Aeroportul a fost tranzitat în 2022 de 1.864 de pasageri. A fost deschis în 1987.
Situat la o altitudine de 144 m, aeroportul dispune de 1 pistă.

## Infrastructură

### Piste
Aeroportul dispune de o singură pistă. Pista 18/36 are suprafața de tarmac[*] și dimensiunile 1.510 m × 30 m. 